# Обир (филм, 2017)
„Обир“ е българска телевизионна новела от 2017 година (криминална) по сценарий и режисура на Мария Николова. Оператор е Войчех Тодоров. Художник е Адрияна Найденова. Музиката във филма е композирана от Artlist.io. Анимация Сотир Гелев.

## Сюжет
Двама млади - бременна жена и партньорът й - извършват обир в запусната къща.
Оказва се, че къщата не е празна, вътре живее един възрастен човек в инвалидна количка, който ги изненадва, докато свалят картините от стените. На него му става лошо и обириджиите му помагат, а в съседната стая намират множество неизпратени картички за рожден ден - до неговия внук.
Името на момчето е Филип, също като това на крадеца.

## Състав

### Актьорски състав
| Роля                 | Изпълнител        |
| -------------------- | ----------------- |
| инвалидът            | Васил Банов       |
| Филип                | Александър Узунов |
| приятелката на Филип | Мартина Пенева    |

## Награди и номинации
- Най-добър късометражен филм на „Ниър Назарет Фестивал“ (Израел, 2017)